# Haus Hoogenkamp
Das Haus Hoogenkamp, früher Landhaus Hucke, befindet sich in Bremen, Stadtteil Oberneuland, Oberneulander Landstraße 33. Es entstand 1825 nach Plänen von Baumeister Hinrich Kaars. Es steht seit 1973 unter Bremer Denkmalschutz.

## Geschichte
Die eingeschossige, verputzte Villa mit einem  Walmdach und einem Portikus mit dorischen Säulen vor der Loggia wurde 1825 in der Epoche des Klassizismus im Landhausstil für den Kaufmann Conrad Christian Hucke gebaut.

1874 fand ein erster Umbau (Rückwärtiger Erweiterungsbau) nach Plänen von Johann Georg Poppe für Carl Dietrich Christian Westenfeld statt und 1911 ein zweiter Umbau mit mehreren rückseitigen Erkeranbauten nach Plänen von Hans Haering für den Kaufmann Heinrich Christian Lahusen (1856–1928) aus der großen Bremer und Delmenhorster Familie Lahusen.

Heute (2018) wird das Haus als Praxis und als Wohnung genutzt.